# Bide Arm (baai)
Bide Arm is een 9 km lange zee-inham in de Canadese provincie Newfoundland en Labrador. De baai ligt in het uiterste noorden van het eiland Newfoundland.

## Geografie
Bide Arm ligt aan de oostkust van het Great Northern Peninsula, in het uiterste noorden van Newfoundland. Het betreft een lange, smalle zeearm die in noordelijke richting landinwaarts gaat. De baai is 9 km lang en vrijwel nergens een kilometer breed. Ze geeft in het zuiden uit in Canada Bay.
De gemeente Englee is gevestigd op de samenkomst van Canada Bay en Bide Arm. Aan het noordelijke uiteinde van Bide Arm is het gelijknamige dorp gevestigd, dat deel uitmaakt van de gemeente Roddickton-Bide Arm. De dorpen Bide Arm en Englee zijn met elkaar verbonden via provinciale route 433, die langs de oostkust van de inham loopt.